# Циплетешты
Циплетешты, Циплетешть (рум. Ţipleteşti) — село в Сынжерейском районе Молдавии. Наряду с сёлами Александрены, Григорешты, Старый Хечул и Циплешты входит в состав коммуны Александрены.

## География
Село расположено на высоте 89 метров над уровнем моря.

## Население
По данным переписи населения 2004 года, в селе Циплетешть проживает 1009 человек (502 мужчины, 507 женщин).
Этнический состав села:
| Национальность | Число жителей | Процентный состав |
| -------------- | ------------- | ----------------- |
| молдаване      | 993           | 98.41             |
| украинцы       | 7             | 0.69              |
| русские        | 4             | 0.4               |
| румыны         | 2             | 0.2               |
| прочие         | 3             | 0.3               |
| Всего          | 1009          | 100%              |